# أخبار الإذاعة (فلم)
أخبار الإذاعة (بالإنجليزية: Broadcast News) هو فيلم كوميدي تم إنتاجه في الولايات المتحدة وصدر في سنة 1987.

## طاقم التمثيل
- ويليام هورت
- هولي هنتر
- جوان كوزاك
- جاك نيكلسون

## الميزانية والإيرادات
بلغت تكلفة إنتاج الفيلم حوالي 15 مليون دولار بينما حقق أرباحا تقدر بـ 67,331,309 دولار.

### ترشيحات وجوائز
| السنة | الحدث  | الفئة     | النتيجة |
| ----- | ------ | --------- | ------- |
|       | أوسكار | أفضل فيلم | ترشـيـح |

## وصلات خارجية
- مقالات تستعمل روابط فنية بلا صلة مع ويكي بيانات